# San Pietro in Guarano
San Pietro in Guarano er en by i Calabrien, Italien med 3.372 (2023) indbyggere.